# Pervez Musharraf
Pervez Musharraf lub Perwez Muszarraf, urdu پرويز مشرف, Parwez Muśarraf (ur. 11 sierpnia 1943 w Delhi, zm. 5 lutego 2023 w Dubaju) – pakistański generał i polityk, premier Pakistanu w latach 1999–2002, prezydent Pakistanu w latach 2001–2008.

## Życiorys
W 1961 wstąpił do akademii wojskowej i zaczął karierę w armii pakistańskiej. W 1998 został szefem sztabu generalnego i zajmując tę pozycję, przeprowadził 12 października 1999 bezkrwawy zamach stanu, aresztując premiera Nawaza Sharifa i rozwiązując parlament. 20 czerwca 2001 objął urząd prezydenta Pakistanu. W 2002 w referendum uzyskał według danych oficjalnych poparcie 98 procent obywateli.
Prowadził politykę umiarkowanych reform liberalnych, zwłaszcza w gospodarce. W polityce zagranicznej jego priorytetem było utrzymanie dobrych relacji z Stanami Zjednoczonymi (w tym celu poświęcił popieranych początkowo talibów). Próbował również doprowadzić do normalizacji napiętych stosunków z Indiami.
23 kwietnia 2007 gościł w Polsce, gdzie spotkał się z ówczesnym prezydentem Lechem Kaczyńskim i premierem Jarosławem Kaczyńskim.
Przy protestach opozycji zwyciężył w wyborach prezydenckich 6 października 2007 roku. 3 listopada 2007 ogłosił stan wyjątkowy, zawieszając konstytucję, a 29 listopada, podczas stanu wyjątkowego, został zaprzysiężony na drugą kadencję, tym razem już jako cywil.
Wobec grożącej mu ze strony parlamentu procedury zdjęcia z urzędu, w dniu 18 sierpnia 2008 zrezygnował z prezydentury. Jego następcą został mąż zmarłej 27 grudnia 2007, byłej premier Pakistanu Benazir Bhutto – Asif Ali Zardari.
W lutym 2011 trybunał antyterrorystyczny w Rawalpinidi wydał nakaz aresztowania Musharrafa w związku z podejrzeniem o współudział w zamordowaniu Benazir Bhutto.
Po rezygnacji z urzędu, Musharraf udał się na emigrację do Londynu. Powrócił jednak do kraju 24 marca 2013 by wystartować w wyborach prezydenckich zaplanowanych na maj 2013, jednak 16 kwietnia komisja wyborcza zdyskwalifikowała go z ubiegania się o urząd ze względu na ciążące na nim zarzuty. Ponadto były prezydent został zamknięty w areszcie domowym w willi w Islamabadzie.
Sąd uznał także Musharrafa winnym nie tylko śmierci Bhutto, ale także odsunięcia od obowiązków i przetrzymywania sędziów Sądu Najwyższego w 2007 oraz zabójstwa w 2006 przywódcy rebelii w niestabilnej prowincji Beludżystan – Akbara Buktiego. Zarzucono mu również wydanie rozkazu szturmu na Czerwony Meczet w Islamabadzie w 2007, w którym zabarykadowała się grupa zbuntowanych przeciwko rządowi islamskich konserwatystów, domagających się wprowadzenia szariatu. Podczas ataku zginął m.in. główny mułła meczetu Abdul Rashid Ghazi. Musharraf opuścił areszt domowy 4 listopada 2013 po wpłaceniu kaucji 200 tys. rupii (ok. 2 tys. dolarów) w sprawie dotyczącej zabójstwa islamskiego duchownego. 31 marca 2014 sąd oskarżył byłego prezydenta o zdradę stanu, co rozumiane było przez zawieszenie konstytucji w 2007 i wprowadzenie dyktatorskich rządów.
W 2016 otrzymał zgodę na wyjazd z kraju w celu leczenia i od tego czasu przebywał w Dubaju. 17 grudnia 2019 sąd w Peszawarze skazał Musharrafa na karę śmierci. Był on pierwszym wojskowym przywódcą w historii kraju, który stanął przed sądem w Pakistanie za uchylenie konstytucji.
Zmarł 5 lutego 2023 w Dubaju.